# Liste prominenter Bewohner der Stadt Leipzig
Diese alphabetische Übersicht nennt bedeutende Persönlichkeiten, die in Leipzig gelebt und gewirkt haben, jedoch nicht hier geboren sind. Sie haben den Genius loci dieser Stadt mitgeprägt.

## A
- Hermann Abendroth (1883–1956), Dirigent, Gewandhauskapellmeister.
- Max Abraham (1831–1900), Musikverleger (C.F. Peters).
- Kurt Ackermann (1934–2013), Bauingenieur und Verkehrswissenschaftler
- Oskar Ackermann (1836–1913), evangelischer Theologe.
- Albin Ackermann-Teubner (1826–1903), Verleger, Buchhändler und Inhaber der Verlagsbuchhandlung und Buchdruckerei B.G. Teubner.
- Abraham Adler (1850–1922), Volkswirt, Pionier der Handelswissenschaften, der wissenschaftlichen Betriebswirtschaftslehre und der Wirtschaftspädagogik.
- Cliff Aeros (1889–1952), Zirkusunternehmer.
- Georgius Agricola (1494–1555), Humanist und Wissenschaftler, „Vater der Mineralogie“.
- Alexander Alesius (1500–1565), Theologe und Reformator.
- Albrecht Alt (1883–1956), Theologe.
- Paul Ammann (1634–1691), Mediziner und Botaniker.
- Wilhelm Andreas (1882–1951), Bildhauer, Porzellandesigner, Innenarchitekt.
- Andreas Dietrich Apel (1662–1718), Handelsherr und Seidenfabrikant.
- Heinrich Friedrich Innocentius Apel (1732–1802), Jurist und Bürgermeister.
- Aurelius Arkenau (1900–1991), Pater, Gerechter unter den Völkern.
- Elsa Asenijeff (1867–1941), Schriftstellerin und Lebensgefährtin von Max Klinger

## B
- Johann Sebastian Bach (1685–1750), wirkte in Leipzig von 1723 bis 1750 als Thomaskantor.
- Leonhard Badehorn (1510–1587), deutscher Jurist und Bürgermeister von Leipzig
- Fritz Baedeker (1844–1925), Verleger.
- Johannes Baensch-Drugulin (1858–1945), Buchdruckereibesitzer.
- Carl Bartuzat (1882–1959), Soloflötist des Gewandhausorchesters.
- Tilo Baumgärtel (* 1972), Maler der „Neuen Leipziger Schule“.
- Fritz Baumgarten (1883–1966), Illustrator.
- Wladimir Michailowitsch Bechterew (1857–1927), russischer Neurologe und Psychiater, hospitierte 1884 und 1885 an der Universität Leipzig
- Felix Becker (1864–1928), Kunsthistoriker (Allgemeines Lexikon der Bildenden Künstler von der Antike bis zur Gegenwart).
- Paul Beckers (1878–1965), Komiker.
- Dieter Bellmann (1940–2017), Schauspieler, bekannt aus der Serie In aller Freundschaft, lebte und starb in Leipzig.
- Karl-Heinz Bernhardt (* 1935), Meteorologe
- Ernst Beyer (1855–1927), Stadtschulrat.
- Felix Victor Birch-Hirschfeld (1842–1899), Mediziner.
- Adolf Bleichert (1845–1901), Unternehmer, deutscher Pionier des Seilbahnbaus.
- Ernst Bloch (1885–1977), Philosoph.
- Robert Blum (1807–1848), seit 1832 in Leipzig, Revolutionär und Vizepräsident der Frankfurter Nationalversammlung.
- Julius Blüthner (1824–1910), Klavierbauer und Gründer der Pianofortefabrik Blüthner.
- Dietrich III. von Bocksdorf († 1466), Rektor der Universität Leipzig und Bischof von Naumburg
- Amadeus Wenzel Böhm (1769–1823), Kupferstecher und Illustrator
- Johann Gottlob Böhme (1717–1780), Historiker.
- Christian Friedrich Börner auch: Boerner (1683–1753), deutscher lutherischer Theologe.
- Georg Bötticher (1849–1918), Grafiker, Schriftsteller und Literaturwissenschaftler, Vater von Joachim Ringelnatz.
- Caspar Borner (1492–1547), lutherischer Theologe, Humanist, Philologe, Jurist, Mathematiker und Jurist.
- Heinrich Christoph Friedrich Bosse (1848–1909), Schriftsteller, Politiker, Dramatiker und Publizist.
- Otto Richard Bossert (1874–1919), deutscher, Grafiker, Holzschneider, Kunstlehrer, Lithograf, Maler, Radierer und Zeichner.
- Volker Bräutigam (1939–2022), Komponist und Kirchenmusiker.
- Ferdinand Braun (1850–1918), Physik-Nobelpreisträger, wirkte von 1874 bis 1876 in Leipzig und entdeckte in dieser Zeit die Halbleiter-Diode.
- Friedrich Braun (1862–1942), Germanist.
- Hans Adolf von Brause (1847–1928), Reformpädagoge und Politiker.
- Heinrich Bretthorst (1883–1962), Politiker (SPD/SED).
- Friedrich Arnold Brockhaus (1772–1823), seit 1817 Verleger in Leipzig.
- Moritz Buchner (1491–1544), Großkaufmann.
- Peter Buchner (1528–1582), Unternehmer und Bürgermeister.
- Johann Karl Immanuel Buddeus (1780–1844), Staatswissenschaftler, Vorsitzender der Stadtverordnetensammlung in Leipzig.
- Carl James Bühring (1871–1936), Architekt und Stadtbaurat.
- Hedwig Burgheim (1887–1943), Pädagogin.

## C
- Sethus Calvisius (1594–1615), Komponist, Thomaskantor, Astronom und Mathematiker.
- Ulrich Rülein von Calw (1465–1523), Humanist, Arzt, Montanwissenschaftler, Mathematiker, Geodät, Astrologe.
- Joachim Camerarius der Ältere (1500–1574), Humanist, Universalgelehrter und Dichter.
- Reinhold Carl (1864–1929), Bildhauer.
- Ephraim Carlebach (1879–1936), Rabbiner, Gründer der ersten jüdischen Schule in Sachsen.
- Friedrich August Carus (1770–1807), Psychologe, Philosoph und Philosophiehistoriker.
- Johann Friedrich Christ (1701–1756), deutscher Archäologe und Kunstwissenschaftler.
- Lorenz Clasen (1812–1899), Historienmaler und Publizist.
- Ludolf Colditz (1847–1909), Jurist.
- Hedwig Courths-Mahler (1867–1950), Schriftstellerin.
- Heinrich Cramer von Clausbruch (1515–1599), Großkaufmann und Fernhändler.
- Hermann Credner (1841–1913), Geologe.
- Richard Croke (1489–1558), englischer Philologe und Professor für Griechische Sprache.
- Heinrich Curschmann (1846–1910), Internist.
- Heinz Czechowski (1935–2009), Schriftsteller.
- Karl Czok (1926–2013), Historiker.

## D
- Klaus Dannegger (* 1943), Kabarettist, Dramaturg, Kabarettautor (u. a. Hausautor des Kabaretts Leipziger Pfeffermühle).
- Ferdinand David (1810–1873), Violinist, Kapellmeister des Gewandhauses und Professor am Konservatorium.
- Franz Delitzsch (1813–1890), Theologe.
- Fred Delmare (1922–2009), Schauspieler.
- Georg Dertinger (1902–1968), Politiker.
- Albert Dietrich (1829–1908), deutscher Komponist und Dirigent.
- Anton Dietrich (1833–1904), Kunstmaler.
- Rudolf Dittrich (1855–1929), Oberbürgermeister.
- Wilhelm Ditzen (1852–1937), Jurist am Reichsgericht, Vater von Hans Fallada.
- Emil Döll (1850–1924), Wirtschaftswissenschaftler und Anhänger von Eugen Dühring.
- Kurt Dornis (* 1930), Maler und Grafiker, stellt mit seinem Werk einen Teil des Bildgedächtnisses seiner Stadt dar.
- Matthäus Dresser (1536–1607), Humanist, Pädagoge, Philologe und Historiker.
- Hans Driesch (1867–1941), Naturphilosoph, einer der Wegbereiter der Molekularbiologe, von 1921 bis zu seiner von den Nazis erzwungenen vorzeitigen Emeritierung 1933 Professor für Philosophie in Leipzig.
- Wiglaf Droste (1961–2019), Schriftsteller.
- Hieronymus Dungersheim (1465–1540), Theologe und Rektor der Universität Leipzig.

## E
- Volker Ebersbach (* 1942), deutscher Schriftsteller, lebt seit 1967 mit Unterbrechung in Leipzig, seit 1976 hier als freier Schriftsteller, Übersetzer und Herausgeber tätig.
- Lisa Eckhart (* 1992), österreichische Kabarettistin, Poetry-Slammerin und Romanautorin.
- Werner Ehrenforth (1939–2002), deutscher Aphoristiker, lebte seit den 1970er Jahren in Leipzig.
- Wilhelm Christoph Eisenhuth (1755–1826), Jurist und Verwaltungsbeamter
- Chaim Eitingon (1857–1932), Rauchwarenhändler und Stifter.
- Frank Emmrich (* 1949), Immunologe, Direktor des Fraunhofer-Instituts für Zelltherapie und Immunologie, des Instituts für Klinische Immunologie und des Translationszentrums für Regenerative Medizin Leipzig.
- Wilhelm Engelmann (1808–1878), Verleger und Buchhändler
- Heinz Erhardt (1909–1979), Komiker, Musiker, Entertainer, Schauspieler und Dichter, 1926 bis 1928 Studium (Klavier und Komposition) am Konservatorium Leipzig.
- Ruprecht Eser (1943–2022), Fernsehjournalist, verbrachte seine Schulzeit in Leipzig, ab 2013 als Honorarprofessor an der Universität Leipzig.

## F
- Gustav Theodor Fechner (1801–1887), Physiker und Philosoph, erster Direktor eines physikalischen Institutes in Deutschland (Universität Leipzig).
- Conrad Fiedler (1841–1895), Kunsttheoretiker.
- Wilhelm Fink (Buchhändler) (1833–1890), Schriftsetzer, Buchhändler und Sozialdemokrat.
- Paul Flechsig (1847–1929), Hirnanatom und Direktor der Psychiatrischen und Nervenklinik der Universität von 1882 bis 1920. Erstbeschreiber der nach ihm benannten Rückenmarksbahn. (Flechsig-Bahn oder Tractus spinocerebellaris posterior). Machte in seiner Amtszeit Leipzig zu einem Zentrum der Hirnanatomie und -forschung.
- Paul Fleming (1609–1640), deutscher Barockdichter, verbrachte 10 Jahre in Leipzig von 1623 bis 1633.
- Theodor Fontane (1819–1898), Dichter und bedeutender Roman-Schriftsteller, war in der Ausbildung zum Apotheker (damals noch ein Lehrberuf) 1841/42 in der Leipziger Adler-Apotheke in der Hainstraße beschäftigt und nahm am literarischen Leben der Stadt teil.
- Bernd Franke (* 1959), Komponist, seit 1981 Lehrtätigkeiten an der Universität Leipzig und Hochschule für Musik und Theater „Felix Mendelssohn Bartholdy“
- Ludwig Frankenthal (1881–1944), Chirurg, 1928 bis 1938 Chefarzt des Israelitischen Krankenhauses in Leipzig.
- Christian Gottlob Frege (1715–1781), Bankier und Handelsherr.
- Livia Frege (1818–1891), Sängerin und Mäzenatin.
- Gustav Freytag (1816–1895), Kulturhistoriker und Schriftsteller. 1848–61 und 1867–70 leitete er in Leipzig mit Julian Schmidt die Wochenschrift „Die Grenzboten“, die er zum einflussreichsten Organ des nationalliberalen deutschen Bürgertums machte.
- Theodor Frings (1886–1968), Mediävist und Linguist. Von 1946 bis 1965 Präsident der Sächsischen Akademie der Wissenschaften zu Leipzig.
- Sebastian Fröschel (1497–1570), lutherischer Theologe.
- Emil Fuchs (1874–1971), evangelischer Theologe. Betonte in seinen Arbeiten die soziale Verantwortung der Kirche, wobei er als Theologe Elemente der marxistischen Gesellschaftsanalyse positiv aufnahm. Professor für systematische Theologie und Religionssoziologie ab 1949 in Leipzig.
- Johann Gregor Fuchs (1650–1715), Architekt und Baumeister des Barock, Erbauer des Romanushauses.
- Wolfgang Fuhrmann (* 1966), österreichischer Musikwissenschaftler und Musikpublizist, seit 2018 Professor für Musiksoziologie und Musikphilosophie an der Universität Leipzig.
- Wilhelm Furtwängler (1886–1954), Dirigent und Komponist, Gewandhauskapellmeister von 1922 bis 1928.

## G
- Hans-Georg Gadamer (1900–2002), Professor der Philosophie seit 1939, ab 1945 Dekan, zuletzt bis 1947 Rektor der Universität.
- Hugo Gaudig (1860–1923), bedeutender Pädagoge, Direktor der Gaudigschule und des Leipziger Lehrerinnenseminars.
- Michael Gawlik (1943 – 1985), Maler und Grafiker
- Oscar von Gebhardt (1844–1906), evangelischer Theologe und Bibliothekar.
- Christian Fürchtegott Gellert (1715–1769), Dichter. Studierte 1734–38 an der Leipziger Universität Theologie. Lebte seit 1741 dauernd in Leipzig, war ab 1751 Professor für Philosophie an der Universität.
- Otto Georgi (1831–1918), Jurist und erster Oberbürgermeister von Leipzig.
- Friedrich Gerstäcker (1816–1872), Schriftsteller, Schüler der Nikolaischule. Berichte über Amerika, ethnographische Studien.
- Albert Geutebrück (1801–1868), Baumeister des Klassizismus in Leipzig.
- Peter Gläser (Cäsar) (1949–2008), deutsche Rocklegende (Renft, Karussell, Cäsars Rockband, Cäsar & die Spieler).
- Georg Gloger (1603–1631), Dichter des Barock.
- Carl Friedrich Goerdeler (1884–1945), Politiker und Widerstandskämpfer, 1930 Oberbürgermeister von Leipzig.
- Johann Wolfgang von Goethe (1749–1832), Dichter, studierte von 1765 bis 1768 in Leipzig.
- Johann David Goldhorn (1774–1836), evangelischer Theologe und Hochschullehrer, Pastor der Nikolaikirche und Professor in Leipzig
- Felix Goldmann (1882–1934), Rabbiner der Leipziger Gemeindesynagoge von 1917 bis 1934.
- Wilhelm Goldmann (1897–1974), Verleger, gründete 1922 in Leipzig den Goldmann Verlag.
- Henriette Goldschmidt (1825–1920), Pädagogin und Frauenrechtlerin, gründete 1871 in Leipzig zusammen mit Louise Otto-Peters und Auguste Schmidt den Allgemeinen Deutschen Frauenverein (ADF) und 1911 in Leipzig die erste deutsche Hochschule für Frauen, das spätere Sozialpädagogische Frauenseminar.
- Eugen Gollomb (1917–1988), Vorsitzender der Israelitischen Religionsgemeinde zu Leipzig von 1967 bis 1988.
- Georg Joachim Göschen (1752–1828), Verlagsbuchhändler, gründete 1785 in Leipzig die nach ihm benannte Verlagsbuchhandlung, einer der bedeutendsten Verleger der deutschen Klassiker.
- Johann Christoph Gottsched (1700–1766), Schriftsteller und Literaturhistoriker, seit 1724 in Leipzig.
- Anton Graff (1736–1813), Maler, Wegbereiter des bürgerlichen Männer- und Damenporträts in Deutschland. Ab 1766 Hofmaler in Dresden, porträtierte zahlreiche Angehörige des gehobenen Leipziger Bürgertums.
- Kurt Grahl (1947–2025), Komponist und Kirchenmusiker.
- Johann Gramann (1487–1541), lutherischer Theologe, Pädagoge, Humanist, Reformator,  Kirchenlieddichter und Rektor der Thomasschule
- Richard Graul (1862–1944), Kunsthistoriker, Direktor des Kunstgewerbemuseums.
- Edvard Grieg (1843–1907), norwegischer Komponist, studierte von 1858 bis 1862 am Konservatorium in Leipzig Klavier und Komposition.
- Ernst Johann Groth (1859–1936), Schriftsteller, Pädagoge, Direktor der Goetheschule.
- Karl Friedrich Gerhard Gruner (1768–1837), Kaufmann und Politiker
- Christian Grunert (1900–1975), Gärtner und Autor, ab ca. 1930 bis zu seinem Tod im heutigen Leipziger Stadtteil Holzhausen ansässig.
- Ralph Grüneberger (* 1951), Schriftsteller, Lyriker, Herausgeber und langjähriger Vorsitzender der Gesellschaft für zeitgenössische Lyrik
- Hans Grüß (1929–2001), Musikwissenschaftler, Begründer und Leiter der Capella Fidicinia.
- Lazar Gulkowitsch (1898–1941), jüdischer Philologe, lehrte von 1924 bis 1933 an der Universität Leipzig.
- Doris Günther (1919–2009), Unternehmerin und Mäzenin.
- Rigobert Günther (1928–2000), deutscher Althistoriker, seit 1955 in Leipzig.

## H
- Reinhard Haberlandt (1936–2019), Physiker
- Samuel Hahnemann (1775–1843), von 1789 bis 1821 Arzt in Leipzig, Begründer der Homöopathie
- Bernhard Jacob Friedrich von Halem (1769–1823), preußischer und französischer Beamter und Übersetzer
- Wilhelm Haller (1884–1956), von 1911 bis 1932 Architekt in Leipzig; Baumeister der 1938/39 zerstörten Einsegnungshalle auf dem Neuen Israelitischen Friedhof für die Israelitische Religionsgemeinde Leipzig
- Wilhelm Ritter von Hamm (1820–1880), Redakteur, Unternehmer und Politiker, Stadtrat in Leipzig, Mitglied der II. sächsischen Kammer
- Emil Franz Hänsel (1870–1943), Architekt
- August Harder (1775–1813), Musiker, Komponist und Schriftsteller
- Gustav Harkort (1795–1865), Unternehmer, Bankier und Eisenbahnpionier
- Marcus Harmelin (1796–1873), Rauchwarenhändler
- Otto Harrassowitz (1845–1920), Antiquar und Verleger
- Anton Hartmann (1860–1912), Schauspieler und Theaterdirektor
- Johann Ernst Hebenstreit (1702–1757), Mediziner und Leiter einer Expedition nach Nordafrika
- Johann Christoph Heilbronner (1706–1745), Mathematiker und Mathematikhistoriker, Privatgelehrter in Leipzig
- Samuel Heinicke (1727–1790), Erfinder der Deutschen Methode der Gehörlosenpädagogik, von 1778 bis zu seinem Tod als Pädagoge in Leipzig
- Max Heinze (1835–1909), Philosoph
- Richard Heinze (1867–1929), klassischer Philologe
- Ulla Heise (* 1946), Autorin, Publizistin und Lektorin
- Werner Heisenberg (1901–1976), Physiker, Professor an der Uni Leipzig im Alter von 26 Jahren 1927, Nobelpreisträger
- Bernhard Heisig (1925–2011), Maler, wirkte von 1954 bis 1992 in Leipzig
- Georg Helt (1485–1545), Humanist, Altphilologe, Theologe und Universalgelehrter
- Gustav Hertz (1887–1975), Physiker, Nobelpreisträger 1925 (zusammen mit J. Franck) für die Anregung von Atomen durch Elektronenstöße (Franck-Hertz-Versuch), Leitung des Physikalischen Instituts der Universität Leipzig von 1954 bis 1961
- Joachim Herz (1924–2010), Opernintendant
- Andreas Herzfeld (* 1958), Arzt, Flaggenforscher und Autor
- Karl Wilhelm Hiersemann (1854–1928), Antiquar und Verleger
- Henri Hinrichsen (1868–1942), Verleger zwischen der Jahrhundertwende und 1939 in Leipzig. Stifter des Musikinstrumentenmuseums
- Christoph Heinrich Hirzel (1828–1908), Buchautor, Erfinder, Hochschullehrer und Unternehmer
- Salomon Hirzel (1804–1877), schweizerisch-deutscher Verlagsbuchhändler. Gründete 1853 in Leipzig die nach ihm benannte Verlagsbuchhandlung (heute S. Hirzel Verlag GmbH Co.) für Fachbücher, u. a. Edition des Grimmschen Wörterbuches
- Wolfgang Hocquél (* 1947), Kunstwissenschaftler und Denkmalpfleger
- Magnus Hofberg (1862–1919), Instrumentenbauer und Unternehmer
- E. T. A. Hoffmann (1776–1822), Schriftsteller, Komponist und Zeichner, von 1813 bis Februar 1814 Musikdirektor der Theatertruppe von Joseph Seconda in Dresden und Leipzig
- Ludwig Hoffmann (1852–1932), Architekt, Erbauer des Reichsgerichtsgebäudes (1887–1895)
- Wolfgang Hofmann (1928–2019), Kantor, Organist und Komponist
- Peter Hohmann (1663–1732), Handels- und Ratsherr, Stammvater des Adelsgeschlecht von Hohenthal
- Johannes Hommel (1518–1562), evangelischer Theologe, Mathematiker und Astronom
- August Horch (1868–1951), Automobilbauer
- David Hoyer (1667–1720), Porträtmaler des Barock, erhielt 1703 das Leipziger Bürgerrecht und starb 1720 dort
- Ludwig Hupfeld (1864–1949), Industrieller und Gründer der Ludwig Hupfeld AG
- Sandra Hüller (* 1977), Theaterschauspielerin, im Jahr 2024 Oscar-Nominierung als Beste Hauptdarstellerin für Anatomie eines Falls, Dozentin an der Hochschule für Musik und Theater Leipzig

## I
- Ludwig Heinrich Ihmels (1858–1933), evangelisch-lutherischer Theologe, Professor, von 1922 bis 1933 erster Landesbischof Sachsens.
- Werner Ihmels (1926–1949), Dissident, Opfer des Stalinismus.
- Johannes Ilberg (1860–1930), Klassischer Philologe, Pädagoge.
- Waldemar Ilberg (1901–1967), Physiker.
- Christian Friedrich Illgen (1785–1844), evangelischer Geistlicher und Hochschullehrer

## J
- Johannes Jahn (1892–1976), Kunsthistoriker.
- Christa Jahr (* 1941), deutsche Illustratorin und Grafikerin.
- Johannes Job (1664–1736), deutscher Beamter, evangelischer Theologe und Kirchenlieddichter.
- Uwe Johnson (1934–1984), Schriftsteller. Lebte von 1953 bis 1959 in Leipzig und studierte hier Germanistik bei Hans Mayer. Schrieb in dieser Zeit seinen ersten Roman „Ingrid Babendererde“, der 1985 veröffentlicht wurde.
- Hermann Joseph (1811–1869), deutscher Jurist und liberaler Politiker.
- Ernst Jünger (1895–1998), Schriftsteller.

## K
- Erich Kästner (1899–1974), Schriftsteller und Kabarettist. Studium 1919–25 in Leipzig (Germanistik, Geschichte, Philosophie, Theatergeschichte), Anstellung als Werkstudent bei der „Neuen Leipziger Zeitung“.
- Sigfrid Karg-Elert (1877–1933), Komponist.
- Küf Kaufmann (* 1947), Autor, Regisseur und Kabarettist.
- Rolf Kauka (1917–2000), Comicproduzent und -verleger, geboren und aufgewachsen in Markranstädt bei Leipzig, ab 1927 Besuch der Friedrich-List-Realschule in Leipzig, Cartoonzeichner für die „Leipziger Neueste Nachrichten“.
- Christian Gottlob Kayser (1782–1857), Bibliograf, Buchhändler und Verleger.
- Oskar Kellner (1851–1911), Tierernährungswissenschaftler.
- Kessler-Zwillinge (* 1936), Sängerinnen, Tänzerinnen, Schauspielerinnen und Entertainerinnen, aufgewachsen in Taucha bei Leipzig, 1947 Aufnahme ins Kinderballett der Oper Leipzig, 1950–1952 Besuch der Operntanzschule.
- Stefan Keym (* 1971), Musikhistoriker, seit 2019 Professor für historische Musikwissenschaft an der Universität Leipzig
- Gustav Kirstein (1870–1934), Verleger, Kunstsammler, Bibliophiler und Mäzen.
- Rudolf Kittel (1853–1929), Theologe.
- Christa Susanne Dorothea Kleinert (1925–2004), Ökonomin, lebte und arbeitete vom Ende der 1950er bis Mitte der 1960er Jahre in Leipzig.
- Julius Klengel (1859–1933), Cellist und Komponist.
- Sebastian Knüpfer (1633–1676), Komponist und Thomaskantor.
- Christian Traugott Koch (1752–1826), Jurist und Politiker
- Hannelore Kohl geb. Renner (1933–2001), spätere Ehefrau von Helmut Kohl, verlebte ihre Kindheit in Leipzig
- Carl Theodor Körner (1791–1813), Schriftsteller.
- Theodor Kösser (1854–1929), Architekt (Hauptwerk: Bau der Mädlerpassage).
- Rudolf Kötzschke (1867–1949), Historiker.
- Alois Kolb (1875–1942), Radierer und Maler.
- Franz Konwitschny (1901–1962), Dirigent, Gewandhauskapellmeister.
- Hermann August Korff (1882–1963), Germanist und Goetheforscher.
- Henner Kotte (1963–2024), Autor.
- Rolf Kralovitz (1925–2015), Schauspieler, Kabarettist und Hörspielautor.
- Karl Krause (1823–1902), Unternehmer (graphische Industrie).
- Angela Krauß (* 1950), Schriftstellerin und Bachmann-Preisträgerin.
- Julius Kreutzbach (1845–1913), Pianofortefabrikant.
- Daniela Krien (* 1975), Schriftstellerin.
- Werner Kriesel (1941–2022), Ingenieur, Professor für Automation und Pionier der Industriellen Kommunikation, lebt seit 1979 in Leipzig.
- Ernst Kroker (1859–1927), Historiker, Bibliothekar, Direktor der Leipziger Stadtbibliothek und des Ratsarchivs.
- Hieronymus Kromayer (1610–1670), lutherischer Theologe.
- Karl Krug (1900–1983), Kunstmaler.
- Manfred Krug (1937–2016), Schauspieler und Sänger; hat einen Teil seiner Kindheit in Leipzig verbracht und nennt in seiner Autobiographie „Mein schönes Leben“ (2003), sich an diese Jahre erinnernd, die Sachsen „feine und hochherzige Leute“
- Karl August Kuhl (1774–1840), Stadtwundarzt von Leipzig
- Joachim Kupsch (1926–2006), Schriftsteller, Drehbuchautor
- Spyro Kyropoulos (1887–1967), griechisch-deutscher Physiker und Kristallzüchter.

## L
- Télémaque Lambrino (1878–1930), Pianist und Klavierpädagoge, lebte und wirkte von 1909 bis zu seinem Tode in Leipzig.
- Karl Lamprecht (1856–1915), Historiker, Begründer des Instituts für Universalgeschichte an der Universität Leipzig.
- Gordian Landwehr (1912–1998), deutscher katholischer Ordenspriester, Dominikaner. OP, seit 1951 in Leipzig.
- Bernd-Lutz Lange (* 1944), Kabarettist, Schriftsteller.
- Juraj Láni (1646–1701), slowakischer lutherischer Theologe und Autor.
- Michael Lantzenberger (1552–1612), Buchdrucker.
- Ferdinand Lassalle (1825–1864), Schriftsteller, Philosoph und Politiker, Mitbegründer und erster Vorsitzender des 1863 in Leipzig gegründeten Allgemeinen Deutschen Arbeitervereins.
- Friedrich Leibnütz (1597–1652), Professor für Moralphilosophie und Vater von Gottfried Wilhelm Leibniz
- Wolfgang Lenk (* 1966), Musiker „Die Prinzen“.
- August Leskien (1840–1916), Slawist.
- Gotthold Ephraim Lessing (1729–1781), Dramatiker und Literaturhistoriker. Studierte 1746–1748 in Leipzig Theologie, Medizin und Philosophie. Hier trat er in Verbindung der Schauspielertruppe von Caroline Neuber, die 1748 auch sein Stück „Der junge Gelehrte“ aufführte.
- Polykarp Leyser II. (1586–1633), lutherischer Theologe und Generalsuperintendent in Leipzig.
- Hugo Licht (1841–1923), Architekt und Stadtbaurat in Leipzig (1879–1906).
- Alfred Liebig (1878–1952), Architekt (Hauptwerk Messehaus „Petershof“).
- Renate Lieckfeldt (1965–2013), Pharmazeutin, Hochschullehrerin und Rektorin der HTWK (2011–2013).
- Richard Lipinski (1867–1936), Gewerkschafter, Politiker und Schriftsteller.
- Karl Heinrich Adelbert Lipsius (1805–1861), evangelisch-lutherischer Theologe und Pädagoge
- Hans Lissmann (1885–1964), Konzertsänger und Gesangslehrer.
- Johann Christian Lobe (1797–1881), Komponist, war Musikprofessor in Leipzig von 1846 bis 1881.
- Erich Loest (1926–2013), Schriftsteller.
- Marie Lomnitz-Klamroth (1863–1946), Bibliothekarin, Blindenschriftexpertin und langjährige Leiterin der Deutschen Zentralbücherei für Blinde zu Leipzig (DZB).
- Albert Lortzing (1801–1851) Schauspieler, Sänger und Komponist (am bekanntesten wurde seine Oper „Zar und Zimmermann“, Uraufführung am 22. Dezember 1837 in Leipzig), 1833–1844 Sänger sowie 1844/45 und 1848/49 Kapellmeister am Stadttheater Leipzig.
- Enrico Lübbe (* 1975) Intendant, Regisseur.
- Christian Gottlieb Ludwig (1709–1773), Arzt und Botaniker.
- Arthur Luther (1876–1955), Literaturwissenschaftler, Bibliothekar, Übersetzer und Dolmetscher
- Paul Luther (1533–1593), Mediziner, Leibarzt der Kurfürsten August und Christian I. von Sachsen, Sohn des Reformators Martin Luther.

## M
- Friedrich Magirius (* 1930), Theologe und Kommunalpolitiker, von 1990 bis 1994 Stadtpräsident von Leipzig
- Gustav Mahler (1860–1911), Komponist. Juli 1886 – Mai 1888 als Opern-Kapellmeister. Vertritt von Februar bis Mai 1887 Arthur Nikisch.
- Fred Malige (1895–1985), Violinist und Komponist.
- Heinrich Marschner (1795–1861), Komponist. 1827–31 Leiter des Orchesters am Stadttheater.
- Walter Markov (1909–1993), Historiker und Widerstandskämpfer.
- Rudolf Marx (1899–1990), Verleger.
- Kurt Masur (1927–2015), Gewandhauskapellmeister von 1970 bis 1996.
- Wolfgang Mattheuer (1927–2004), Maler, Graphiker und Bildhauer.
- Erhard Mauersberger (1903–1982), Organist, von 1961 bis 1972 Thomaskantor.
- Rudolf Mauersberger (1889–1971), Komponist, von 1930 bis 1971 Kreuzkantor.
- Wilhelm Maurenbrecher (1838–1892), Reformationshistoriker.
- Kurt-Ulrich Mayer (* 1950), Politiker (CDU), Professor und Präsident der Sächsische Landesanstalt für privaten Rundfunk und neue Medien (SLM).
- Hans Mayer (1907–2001), Literaturwissenschaftler. 1948–63 Professor für Literaturgeschichte an der Universität Leipzig.
- Lüder Mencke (1658–1726), Rektor der Universität Leipzig.
- Otto Mencke (1644–1707), Professor für Moral und Politik an Universität Leipzig.
- Johann Gottlob Mende (1787–1850), Orgelbauer.
- Felix Mendelssohn Bartholdy (1809–1847), Komponist, Gewandhauskapellmeister, „Wiederentdecker“ von Bach.
- Alfred Menzel (1883–1959), Pädagoge, Autor und Gegner des NS-Regimes.
- Angela Merkel (* 1954), Politikerin, studierte 1973–1978 Physik an der Universität Leipzig, seit 2008 Ehrendoktor der Fakultät für Physik und Geowissenschaften.
- Wolfgang Meurer (1513–1585), Pädagoge, Meteorologe und Arzt.
- Clemens Meyer (* 1977), Schriftsteller.
- Hans Meyer (1858–1929), Verleger, Geograph, Kolonialpolitiker, Forschungsreisender und einer der Erstbesteiger des Kilimandscharo, Sohn des Verlegers Herrmann Julius Meyer.
- Hermann Meyer (1871–1932), Verleger, Geograph und Forschungsreisender, Sohn des Verlegers Herrmann Julius Meyer.
- Herrmann Julius Meyer (1826–1909), Verleger in Leipzig (Bibliographisches Institut).
- Hans Rudolph von Minckwitz (1637–1702), königlich-polnischer und kurfürstlich-sächsischer Generalleutnant sowie Gouverneur zu Leipzig.
- Reinhard Minkewitz (* 1957), Maler und Grafiker.
- Robert Mittelbach (1855–1916), Topograf und Verleger (Mittelbach′s Verlag).
- August Ferdinand Möbius (1790–1868), Astronom und Mathematiker an der Universität. Leipzig (1816–1868).
- Theodor Mommsen (1817–1903), Althistoriker und Jurist. 1848–50 a. o. Professor der Rechte in Leipzig. Erhielt 1902 als erster Deutscher den Nobelpreis für Literatur für seine „Römische Geschichte“.
- Gustav Morgenstern (1867–1947), Skandinavist, Journalist und Übersetzer
- Heinrich von Morungen († um 1220), mittelhochdeutscher Minnesänger.
- Petrus Mosellanus (1493–1524), Humanist, Philologe und römisch-katholischer Theologe.
- Egbert-Hans Müller (* 1929), (Pseudonym: Reinhard Gröper), Schriftsteller, lebte von 1933 bis 1935 in Dölitz.
- Ernst Müller (1764–1826), Schriftsteller und Privatgelehrter
- Hans Amandus Münster (1901–1963), Kommunikationswissenschaftler, Autor und Publizist

## N
- Elias Nathusius (1628–1676), seit 1650 Kantor der Nikolaikirche.
- Andris Nelsons (* 1978), Gewandhauskapellmeister des Leipziger Gewandhausorchesters
- Friederike Caroline Neuber (1697–1760), geb. Weißenborn, genannt „die Neuberin“, Schauspielerin und Theaterprinzipalin. Übernahm 1727 die Leitung einer Theatergruppe und erhielt das sächsische Privileg, in Leipzig ein feststehendes Theater zu führen. Realisierte Dramen in deutscher Hochsprache.
- Adolf Nicolai (1805–1872), Unternehmer und Kirchenlieddichter, betrieb in Stahelm eine Ziegelei
- Nikolaus Weigel (um 1396–1444), Theologe, Ablasskommissar, Teilnehmer am Konzil von Basel
- Friedrich Nietzsche (1844–1900), Philologe und Philosoph, studierte von 1865 bis 1869 in Leipzig bei Ritschl. Lernte in Leipzig Richard Wagner kennen und hielt sich wiederholt in Leipzig auf.
- Arthur Nikisch (1855–1922), von 1878 bis 1889 Kapellmeister des Leipziger Stadttheaters, dirigierte 1884 die Uraufführung von Bruckners 7. Symphonie.
- Novalis (1772–1801), Schriftsteller, Student der Universität Leipzig.

## O
- Adam Friedrich Oeser (1717–1799), Maler und Bildhauer, seit 1759 in Leipzig, ab 1764 Direktor der Akademie (Vorläuferin der Kunstakademie). Beeinflusste die Entwicklung des frühen Klassizismus (Winckelmann, Goethe, Mengs u. a.).
- Georg Emanuel Opiz (1775–1841), Maler und Grafiker, seit 1805 in Leipzig tätig, seit 1820 Professor an der Leipziger Kunstakademie.
- Wilhelm Ostwald (1853–1932), Physikochemiker und Philosoph, 1887–1906 Inhaber des ersten deutschen Lehrstuhl für physikalische Chemie an der Leipziger Universität. Erhielt 1909 den Nobelpreis für Chemie für seine Erforschung der Katalyse.
- Lothar Otto (1932–2019), Cartoonist und Buchillustrator
- Johannes Overbeck (1826–1895), Klassischer Archäologe, 1863–1895 Professor der Archäologie und Vorstand der archäologischen Sammlung an der Universität Leipzig.

## P
- Jean Paul (1763–1825), Schriftsteller, Student der Universität Leipzig.
- Louise Otto-Peters (1819–1895), Frauenrechtlerin.
- Albrecht Peiper (1889–1968), Kinderarzt, Professor für Kinderheilkunde.
- Nadja Petri (* 1976), Schauspielerin.
- Martin Petzoldt (1946–2015), Theologe und Bach-Forscher.
- Richard Petzoldt (1907–1974), Musikwissenschaftler.
- Caspar Peucer (1525–1602), Humanist und Kirchenreformer, 1576–1586 in Einzelhaft auf der Pleißenburg.
- Adam Friedrich Pezoldt (1679–1761), Chemiker und Mediziner
- Wilhelm Pfeffer (1845–1920), Botaniker und Pharmakologe, Begründer der modernen Pflanzenphysiologie, Entdecker der Osmose, Professor in Leipzig.
- Johann Pfeffinger (1493–1573), Theologe und erster evangelischer Superintendent Leipzigs.
- Johann Caspar Pflaume (1644–1689), Ratsherr und Stadtrichter von Leipzig
- Kai Pflaume (* 1967), Fernsehmoderator (u. a. Nur die Liebe zählt).
- Ferdinand Pfohl (1862–1949), bis 1892 Musikkritiker am Leipziger Tageblatt und der Königl. Leipziger Zeitung, Musikschriftsteller und Komponist.
- Eduard Friedrich Poeppig (1798–1868), Biologe und Forschungsreisender, Professor 1834 bis 1868 an der Universität Leipzig.
- Christian August Pohlenz (1790–1843), Komponist, Gewandhauskapellmeister (1827–1835).
- Max Pommer (1847–1915), Architekt, Bauunternehmer und Pionier des Stahlbetonbaus in Deutschland.
- Nathan Porges (1848–1924), Rabbiner der Leipziger Gemeindesynagoge von 1888 bis 1917.
- Karl Wilhelm August Porsche (1786–1840), deutscher Jurist und Kommunalpolitiker.
- Paul Preil (1879–1951), Komponist.
- Victor von Prendel (1766–1852), 1813/14 russischer Stadtkommandant von Leipzig.

## Q
- Walter Queck (1871–1906), Maler.

## R
- Günther Ramin (1898–1956), Organist, 1939–1956 Thomaskantor.
- Friedrich Ratzel (1844–1904), Geograph, Ordinarius für Geographie an der Universität Leipzig.
- Neo Rauch (* 1960), Maler und Wegbereiter der Neuen Leipziger Schule.
- Hildegard Maria Rauchfuß (1918–2000), Schriftstellerin.
- Alois Reckendorf (1841–1911), Pianist, Musikpädagoge, Komponist
- Rolf Recknagel (1918–2006), Literaturwissenschaftler
- Max Reger (1873–1916), Komponist der Spätromantik
- Philipp Erasmus Reich (1717–1787), Buchhändler und Verleger
- Carl Reinecke (1824–1910), Komponist, Pianist und von 1860 bis 1895 Dirigent des Gewandhausorchesters.
- Klaus Renft (1942–2006), legendärer Musiker
- Christian Gottlob Richter (1745–1791), Jurist, Hochschullehrer und Philologe
- Helmut Richter (1933–2019), Lyriker, Schriftsteller und Textdichter
- Fritz Riemann (1881–1955), Architekt
- Hugo Riemann (1849–1919), Musiktheoretiker, wirkte ab 1895 bis zu seinem Tode 1919 in Leipzig.
- Rainer Maria Rilke (1875–1926), Lyriker, wohnte zwischen 1910 und 1914 zeitweise bei der befreundeten Verlegerfamilie Kippenberg.
- Joachim Ringelnatz (1883–1934), Schriftsteller, Kabarettist und Maler
- Arno Rink (1940–2017), Maler
- Friedrich Ritschl (1806–1876), Philologe, lehrte von 1865 bis 1875 in Leipzig und verstarb dort.
- Andreas Rivinus (1601–1656), Philosoph, Philologe, Mediziner und neulateinischer Dichter.
- Christian Romstet (1640–1721), Kupferstecher des Barock.
- Wilhelm Roscher (1817–1894), Historiker und Ökonom, lehrte seit 1848 an der Universität Leipzig.
- Ernst Friedrich Karl Rosenmüller (1768–1835), evangelischer Theologe und Orientalist, lehrte von 1796 bis 1835 an der Universität Leipzig Arabistik.
- Johann Christian Rosenmüller (1771–1820), Mediziner, Garnisonsarzt, Professor für Anatomie und Chirurgie
- Johann Georg Rosenmüller (1736–1815), evangelischer Theologe, seit 1785 Ordinarius der Universität Leipzig und Präsident des Oberkonsistoriums Leipzig.
- Wolfgang Rosenthal (1882–1971), Konzertsänger und Kieferchirurg
- Arwed Roßbach (1844–1902), Architekt, wirkte vornehmlich in Leipzig, gestorben daselbst 1902.
- Theophilus Friedrich Rothe (1785–1837), Jurist
- Ludwig Cäsar Roux (1843–1913), Fechtmeister
- Ernst Rowohlt (1887–1960), gründete 1908 in Leipzig den nach ihm benannten Verlag.
- Cornelius von Rüxleben (um 1525–1590), sächsischer Forst- und Landjägermeister, von 1577 bis 1590 Staatsgefangener in der Pleißenburg.

## S
- Johanna Magdalena von Sachsen-Weißenfels (1708–1760), Herzogin von Kurland, lebte seit 1737 in Leipzig.
- Rudolph Sack (1824–1900), Unternehmer.
- Heinrich Salmuth (1522–1576), lutherischer Theologe und Superintendent in Leipzig.
- Hugo Saupe (1883–1957) war ein deutscher Politiker (SPD, SED).
- Clara Caroline Schachne (1858–1942), Schriftstellerin.
- Rainer Schade (* 1951), Maler/Grafiker, Zeichner, Cartoonist, Professur Malerei und Grafik, Kunsthochschule Burg Giebichenstein Halle, Vorsitzender des Vereins Leipziger Jahresausstellung e.V.
- David Schatz (1667/68–1750), Architekt und Gartenarchitekt des Barock.
- Johann Hermann Schein (1586–1630), Komponist des Barock, Thomaskantor.
- Friedrich Wilhelm Joseph Schelling (1775–1854), Philosoph, Student der Universität Leipzig.
- Johann Adam Schertzer (1628–1683), deutscher lutherischer Theologe und Hochschullehrer.
- Friedrich Schiller (1759–1805), Dichter, Philosoph u. Historiker. Verbrachte den Sommer 1785 in Leipzig und wohnte in dem nach ihm benannten „Schillerhaus“.
- Sophie Eleonore Friederike von Schleswig-Holstein-Sonderburg-Augustenburg, dänisch-deutsche Miniaturmalerin (1778–1836), dänisch-deutsche Miniaturmalerin
- Auguste Schmidt (1833–1902), Lehrerin, Schriftstellerin, Frauenrechtlerin. Wirkte ab 1851 in Leipzig.
- Benno Schmidt (1826–1896), Mediziner und Hochschullehrer
- Henri Schmidt (* 1967), Sänger „Die Prinzen“.
- Karl Schneider-Carius, früher Karl Schneider (1896–1959) war ein Meteorologe, Klimatologe und Professor, Direktor des Geophysikalischen Instituts der Universität Leipzig.
- Uwe Scholz (1958–2004), Choreograf von internationalem Rang und Direktor des Leipziger Balletts von 1991 bis zu seinem Tod.
- Johann George Schreiber (1676–1750), sächsischer Kartograph, Kupferstecher und Verleger.
- Robert Schröder (1884–1959), Gynäkologe, wirkte von 1936 bis 1956 an der Universitätsfrauenklinik  in Leipzig.
- Robert Schumann (1810–1856), Komponist, wirkte von 1828 bis 1844 in Leipzig, unter anderem als Lehrer am Konservatorium.
- Willmar Schwabe (1839–1917), Apotheker, Förderer der Homöopathie, Gründer eines Pharmaunternehmens.
- Friedrich Seltendorff (1700–1778), Baumeister des Leipziger Barock und Rokoko.
- Johann Gottfried Seume (1763–1810), Schriftsteller und Publizist. Schüler der Nikolaischule, Theologie-Studium bis 1781 an der Leipziger Universität. Ab 1787 Privatlehrer in Leipzig und Korrektor bei der Göschenschen Verlagsbuchhandlung in Grimma. Berühmt wurde seine Reisebeschreibung „Spaziergang nach Syrakus“.
- Cheryl Shepard (* 1966), Schauspielerin.
- Hans Siegert (1868–1941), Volkskundler und Heimatdichter.
- Douglas Sirk (1897–1987), 1929–1935 Intendant des Alten Theaters.
- Wolfgang Sobek (1945–2024), Chemiker.
- Ernst Staberoh (1879–1943), letzter Fechtmeister der Universität Leipzig.
- Gerhard Stauf (1924–1996), Graphiker, Illustrator und Kupferstecher
- Hugo Steiner-Prag (1880–1945), Buchillustrator.
- Volker Stelzmann (* 1940), Maler und Graphiker. 1963–68 Studium an der Hochschule für Graphik und Buchkunst in Leipzig, 1982–86 Professor ebenda.
- Eduard Stephani (1817–1885), Politiker und Vizebürgermeister von Leipzig.
- Johann Michael Stock (1737–1773), Zeichner und Kupferstecher.
- Karl Stratil (1894–1963), Maler, Grafiker, Holzschneider, Buchillustrator.
- Karl Straube (1873–1950), Organist, seit 1903 in Leipzig, 1918–1939 Thomaskantor.
- Manfred Straube (* 1930), Historiker.
- Heinrich Stromer von Auerbach (1476–1542), Arzt, Gründer von „Auerbachs Keller“.

## T
- Gottfried Tauber (1766–1825), Instrumentenhändler, Optiker und Erfinder
- Georg Philipp Telemann (1681–1767), Komponist, wirkte von 1701 bis 1705 in Leipzig, Gründer eines studentischen Amateurorchesters Collegium musicum, das später von Johann Sebastian Bach geleitet wurde, Leiter von Aufführungen des Opernhauses, Musikdirektor der Universitätskirche.
- Johann Tetzel (1465–1519), Mönch im Dominikanerkloster St. Pauli Leipzig, Ablassprediger und Anlass zu Luthers 95 Thesen. Ab 1518 Theologe im Paulinerkloster in Leipzig.
- Benedictus Gotthelf Teubner (1784–1856), Buchdrucker und Unternehmensgründer des Verlags B.G. Teubner, Stadtrat (1831) in Leipzig.
- Valentin Thau (1531–1575), Mathematiker, Astronom und Jurist
- Erich Thiele (1884–1929), deutscher Ingenieur und Flugpionier, Mitbegründer und Technischer Leiter der Deutschen Flugzeug-Werke (DFW) in Lindenthal (heute Ortsteil von Leipzig).
- Siegfried Thiele (1934–2024), Komponist, Rektor (1990–1997) der Hochschule für Musik und Theater „Felix Mendelssohn Bartholdy“
- Klaus Thieme (1929 – 2013), Gebrauchsgrafiker, vor allem Illustrator, und Numismatiker
- Kurt Thomas (1904–1973), Komponist, 1956–1960 Thomaskantor.
- Louis Thomas (1815–1878), Pädagoge und Schuldirektor der Ratsfreischule
- Johann Friedrich August Tischbein (1750–1812), Porträtmaler (der „Leipziger Tischbein“), Direktor der Leipziger Kunstakademie.
- Konstantin von Tischendorf (1815–1874), Bibelpaläontologe, Erforscher der Textgeschichte der Neuen Testamentes, Entdecker des Codex Sinaiticus, Professor an der Universität Leipzig.
- Kurt Tittel (1920–2016), Sportmediziner
- Franciszek Trąbalski (1870–1964), polnischer sozialistischer Politiker.
- Mathias Tretter (* 1972 in Würzburg), deutscher Kabarettist
- Johann George Tromlitz (1725–1805), deutscher Flötist, Flötenbauer und Komponist
- Thilo von Trotha (1443–1514), Bischof von Merseburg, seit 1509 Rektor der Universität Leipzig.
- Richard Tschammer (1860–1929), Architekt, Architekturbüro „Weidenbach und Tschammer“ (Reformierte Kirche, Russische Gedächtniskirche, Messehaus Handelshof u. a.).
- Werner Tübke (1929–2004), Maler.

## U
- Oswald Ufer (1828–1883), Maler, Kupferstecher und Fotograf.

## V
- August Friedrich Viehweger (1836–1919), Architekt
- Georg Voigt (1827–1891), Historiker, Mitbegründer der modernen Renaissanceforschung.
- Gottfried Vopelius (1645–1715), Kirchenmusiker, seit 1677 Kantor der Nikolaikirche.
- Johann Vopelius (1572/73–1633), Festungskommandant auf der Pleißenburg.

## W
- Ernst L. Wagner (1829–1888), Pathologe.
- Augustin Friedrich Walther (1688–1746), Arzt, Anatom und Botaniker.
- Marcus von Weida (1450–1516), Dominikaner, kirchlicher Schriftsteller.
- Georg Weidenbach (1853–1928), Architekt, Architekturbüro „Weidenbach und Tschammer“ (Reformierte Kirche, Russische Gedächtniskirche, Messehaus Handelshof u. a.).
- Christian Theodor Weinlig (1780–1842), Komponist, seit 1823 Thomaskantor, Kompositionslehrer Richard Wagners.
- Wilhelm Weismann (1900–1980), Komponist und Musikwissenschaftler.
- Volkmar Weiss (* 1944), umstrittener Sozialhistoriker, Genealoge und Genetiker, 1990–1995/2008 Leiter der Deutschen Zentralstelle für Genealogie.
- Carl Friedrich Ernst Weiße (1781–1836), Versicherungsunternehmer, Gründer der „Alten Leipziger“.
- Christian Felix Weiße (1726–1804), studierte in Leipzig und lebte hier von 1761 bis 1804, Vertreter der Aufklärung und Begründer der deutschen Kinder- und Jugendliteratur.
- Johann Wendler (1713–1799), Buchhändler, Verleger und Stifter
- Ernst Wenzel (1840–1896), Mediziner und Hochschullehrer
- Joachim Wenzel (1927–1958), Journalist.
- George Werner (1682–1758), Architekt und Baumeister des Leipziger Barock und Rokoko.
- Johannes Weyrauch (1897–1977), Komponist und Kantor.
- Paul Widemann († 1568), Steinmetz, Bildhauer und Baumeister der Spätgotik und Frührenaissance.
- Johannes Widmann (1460–1500), deutscher Mathematiker des Mittelalters und Dozent an der Universität Leipzig.
- Bernhard Wildenhain (1873–1957), Leipziger Theater- und Filmschauspieler.
- Manfred Wittich (1851–1902), Schriftsteller, Journalist und Literarhistoriker.
- Rudolph Witzgall (1853–1913), Sportfunktionär
- Kurt Wolff (1887–1963), zentrale Verlegerpersönlichkeit des 20. Jahrhunderts. Der nach ihm benannte Verlag befand sich von 1912 bis 1919 in Leipzig.
- Christoph Wonneberger (* 1944), Pfarrer, koordinierte seit 1986 die montäglichen Friedensgebete in der Nikolaikirche.
- Wilhelm Wundt (1832–1920), Philosoph und Psychologe. Gründete 1879 das erste Institut für experimentelle Psychologie an der Universität Leipzig.
- Wilhelm Bruchmüller (1872–1935), Studentenhistoriker, Journalist, Redakteur

## Z
- Fritz Zalisz (1893–1971), Maler, Grafiker und Bildhauer.
- Johann Heinrich Zedler (1706–1751), Buchhändler und Verleger.
- Juli Zeh (* 1974), Schriftstellerin und Europarechtlerin.
- Julius Zeißig (1855–1930), Architekt.
- Johann Friedrich Zeumer (1717–1774), Hof- und Justizrat im Dienste des Kurfürsten von Sachsen.
- Tuiskon Ziller (1817–1882), Philosoph und Pädagoge (Herbartianer).
- Georg Joachim Zollikofer (1730–1788), reformierter Pfarrer und Kirchenliederdichter, 1730–1788.
- Carl Friedrich Zöllner (1800–1860), Komponist („Das Wandern ist des Müllers Lust“).
- Georg Zöphel (1869–1953), Rechtsanwalt, Politiker und Präsident der Creditreform.
- Melchior zur Strassen (1832–1896), Bildhauer, arbeitete seit 1875 in Leipzig.